# Las Palomas, Coahuila
Las Palomas är en ort i Mexiko.   Den ligger i kommunen Matamoros och delstaten Coahuila, i den centrala delen av landet, 800 km nordväst om huvudstaden Mexico City. Las Palomas ligger 1 158 meter över havet och antalet invånare är 677.
Terrängen runt Las Palomas är kuperad åt sydväst, men åt nordost är den platt. Runt Las Palomas är det mycket glesbefolkat, med 3 invånare per kvadratkilometer. Närmaste större samhälle är San Pedro, 13,7 km nordost om Las Palomas. Omgivningarna runt Las Palomas är i huvudsak ett öppet busklandskap.